# فرودگاه اینیشمان
فرودگاه اینیشمان (به انگلیسی: Inishmaan Aerodrome) (به زبان بومی: Inishmaan Airport) یک فرودگاه خصوصی با کد یاتا IIA است که یک باند فرود آسفالت دارد و طول باند آن ۵۲۰ متر است. این فرودگاه در کشور ایرلند قرار دارد و در ارتفاع ۴ متری از سطح دریا واقع شده‌است.

## شرکت‌های هواپیمایی و مقصدهای پروازی
| شرکت‌های هواپیمایی | مقصدهای پروازی                  |
| ----------------- | ------------------------------- |
| ائر آران آیلندز   | کانمارا (PSO), اینیشمور، اینیشر |